# Dune: Cruciada mașinilor
Dune: Cruciada mașinilor (2003) (titlu original Dune: The Machine Crusade) este un roman science fiction scris de Brian Herbert și Kevin J. Anderson, a cărui acțiune se petrece în  universul Dune creat de  Frank Herbert. Este a doua carte din Legendele Dunei, care are loc cu 10.000 de ani înaintea evenimentelor din celebra carte Dune. Seria povestește despre Jihadul butlerian, un război ficțional pe care ultimii oameni liberi din univers îl poartă împotriva mașinilor gânditoare, o forță violentă și autoritară condusă de calculatorul Omnius.

## Intriga
Dune: Cruciada mașinilor merge mai departe în inima Jihadului butlerian descris în prima carte a trilogiei. Conducătorul mișcării este acum fostul sclav și om de încredere al mașinilor, Marele Patriarh Iblis Ginjo. Însă Iblis pare mai interesat de politică și de propria moștenire decât de Jihad. 
În ciuda faptului că tatăl său, titanul Agamemnon, i-a prelungit viața, Vorian Atreides dă semne că dorește să se așeze la casa lui după ce vizitează planeta Caladan și o întâlnește pe Leronica Tergiet, care îi devine concubină.
Xavier Harkonnen reușește să elibereze Ix de sub dominaia mașinilor gânditoare și este pregătit să facă sacrificiul suprem care îi va pângări numele.
Robotul Erasmus își continuă experiențele iluminatoare asupra oamenilor, făcând un pariu curios cu entitatea Omnius de pe Corrin, în care pretinde că poate crește un copil care să devină ordonat și civilizat ca o mașină. Acest copil, Gilbertus Albans, este primul mentat adevărat.
Omnius are de suferit de pe urma unui virus de calculator creat de Vorian și răspândit fără voie de vechiul său companion, Seurat. 
Pe Ginaz, bătrânul Zon Noret este ucis într-un tragic accident de Chirox, o mașină de luptă reprogramată. Deși Noret nu a trăit îndeajuns pentru a-și transmite învățăturile celorlalți mercenari de pe Ginaz, Chirox rămâne să îi antreneze în marea artă de luptă a mercenarilor, fondând ordinul Maeștrilor Spadasini, care va deveni arma supremă de luptă împotriva mașinilor gânditoare.
Pe planeta Poritrin, Norma Cenva părăsește lumea la timp pentru a evita o revoltă în timpul căruia un sclav, fără să știe ce va produce, trage cu o rază laser într-un scut personal Holtzman. Explozia care rezultă distruge laboratorul lui Tio Holtzman; în cele din urmă, revolta sclavilor este înăbușită brutal. Între timp Norma, datorită moștenirii ei ca fiică a principalei magiciene de pe Rossak, Zufa Cenva, își descoperă în sfârșit forțele latente în momentul în care se află sub mare presiune (creată de capturarea și torturarea ei de către titanul Xerxes). Ea are viziunea unui viitor în care nave uriașe transportă instantaneu oameni și bunuri prin univers, folosind efectul Holtzman de pliere a spațiului. Familia Normei va folosi acest monopol asupra călătoriilor pentru a fonda Ghilda Spațială.  
Un mic grup dintre sclavii zensunniți de pe Poritrin fură prima navă care pliază spațiul și zboară pe o planetă deșertică singuratică, Arrakis, unde se vor alătura acoliților lui Selim, devenind primii fremeni. 
În sfârșit, titanii rămași folosesc conjunctura favorabilă pentru a-și obține independența de sub conducerea lui Omnius, plecând pe planeta Bela Tegeuse.